# Lachute

Önkormányzati park

Lachute (francia kiejtéssel: "laʃyt") egy dél-nyugat québeci (Kanada) város, Montréal-tól 62 km-re észak-nyugati irányban, az Ottawa mellékfolyója, az Északi folyó partján, a Montréal–Mirabel nemzetközi repülőtértől nyugati irányban. Az 50-es út mentén fekszik, a következő főbb utak csomópontjában: 148, 158, 327 és 329-es utak.
Lachute az Argenteuil Megyei Önkormányzat székhelye és saját repülőtere is van: Lachute Airport. A papírgyártás és a fakitermelés jelentős a térségben. Népessége 12 000 fő körül mozog.

## Történelem
"La Chute" eredendően, a XVII. században az Északi folyó(en) zuhatagát jelentette 24 km-re az Ottawa folyóval(en) való összefolyásától felfelé irányban. 1753-ban Antoine Brunet volt az első frankofón időszakos letelepülő. 1796-ban a vermonti Jericho-ból(en) Jedediah Lane néhány ezer hektár földterületet vásárolt az Északi folyó mindkét partján, ott, ahol ma a város fekszik. Ugyanebben az évben a szintén jericho-i Hezekiah Clark családostul települt le az Északi folyó zuhatagai közelében, akiket a brit koronához hű "loyalisták" követtek az amerikai függetlenségi háború elől menekülve. Két évvel később The Chute Settlement (akkor angol néven szereplő Chute település) lakossága már öt családot számlált.
A falu gyorsan gyarapodott. 1803-ban már 30 család élt elszórtan a folyó két partján, míg 1810-re már 83 családot, beleértve 211 iskoláskorú gyermeket számlált Lachute lakossága. 1804-ban vízimalom épült a zubogókra és 1813-ban nyílt meg az első vegyeskereskedés. Egy évre rá Sir John Johnson albáró megvásárolta Argenteuil megye(en) nagy részét. Fűrésztelepet építtetett és telkeket biztosított templomok építésére, annak érdekében, hogy új telepeseket vonzzon Argenteuilba. 1825-ban Thomas Barron lett az első bíró, majd Lachute első polgármestere is. Postahivatal 1835-ban létesült.
1870 és 1880 között egy újabb fejlődő időszakot élt át a település, gazdasági és társadalmi értelemben is: Montréallal és Ottawával kapcsolatot biztosító vasútvonal épült a kisvároson keresztül. ipari üzemek létesültek, úgy mint Félix Hamelin és Thomas Henry Ayers fűrésztelepe, valamint az ír James Crocket Wilson papírmalma.
1885-re Lachute lakossága kb. 1300 főt számlált és még ebben az évben középiskolát alapítottak a városkában. 1901-ben vezették be az elektromos áramot a városba.
Lachute és Ayersville falu egyesültek és megalakult Cité de Lachute. 1971-ben, a Montréal-Mirabel Nemzetközi Repülőtér építése során csatlakozott Lachute-hoz Saint-Jérusalem Parish egy része. 1981-ben a város megnevezése Cité de Lachute-ról Ville de Lachute-ra változott. 2000-ben Mirabel falu(en) területéből 10 km2-t Lachute-hoz csatoltak. 2002-ben a lachute-i önkormányzati rendőrség betagozódott a québeci tartományi rendőrségbe.
2013-ban a Money Sense Magazine beválasztotta Lachute-ot Kanada 200 legélhetőbb városa közé.

## Nevezetességek

### Lachute Nemzetközi Kiállítás
A Expo Lachute Fair Québec legrégibb, Kanada második legrégebbi kiállítása, mely 1825 óta folyamatosan megrendezésre kerül. Az Argenteuil Agricultural Society (megyei mezőgazdasági szövetség) területet vásárolt Lachute-ben, hogy állandó helyszínt biztosítson a kiállításnak és elkezdte egy dísztribün, valamint tehén és ló kifutók és istállók építését. 1925-ban az őszi időpontot tavaszira változtatták és kifejezetten haszonállatok bemutatójává változott a rendezvény. A kiállítás ma is jelentős: évente tartanak mezőgazdasági kiállítást júliusban és szeptemberben (Fall Derby). A kiállítás rendezvényterei más események helyszínéül is szolgálnak az év során.

### Rózsakeresztes Csend Birtok
Lachute külterületén, gyönyörű természeti környezetben terül el a Rózsakeresztes rend Rosicrucian Domain of Silence (Rózsakeresztes Csend Birtok) nevű meditációs és elvonuló központja. A csendes elvonulások csak rendtagok számára nyitottak. Ezen a helyszínen tartja meg éves találkozóját az AMORC Legfelsőbb Nagypáholya is.

## Oktatás
A közoktatás francia és angol nyelven is elérhető.

### Francia tannyelvű iskolák
- École l'Oasis
- École Saint-Alexandre
- École Saint-Julien
- École polyvalente Lavigne

### Angol tannyelvű iskolák
- Laurentian Elementary School[9]
- Laurentian Regional High School[10]

## Média
Rádióállomás működik a településen CJLA-FM(en) (Planète Lov 104,9) néven, mely kortárs zenét közvetít.

## Demográfia

### Beszélt nyelvek
| Kanadai anyanyelvi népszámlálás – Lachute, Québec | Kanadai anyanyelvi népszámlálás – Lachute, Québec | Kanadai anyanyelvi népszámlálás – Lachute, Québec | Kanadai anyanyelvi népszámlálás – Lachute, Québec | Kanadai anyanyelvi népszámlálás – Lachute, Québec | Kanadai anyanyelvi népszámlálás – Lachute, Québec | Kanadai anyanyelvi népszámlálás – Lachute, Québec | Kanadai anyanyelvi népszámlálás – Lachute, Québec | Kanadai anyanyelvi népszámlálás – Lachute, Québec | Kanadai anyanyelvi népszámlálás – Lachute, Québec | Kanadai anyanyelvi népszámlálás – Lachute, Québec | Kanadai anyanyelvi népszámlálás – Lachute, Québec | Kanadai anyanyelvi népszámlálás – Lachute, Québec | Kanadai anyanyelvi népszámlálás – Lachute, Québec | Kanadai anyanyelvi népszámlálás – Lachute, Québec | Kanadai anyanyelvi népszámlálás – Lachute, Québec | Kanadai anyanyelvi népszámlálás – Lachute, Québec | Kanadai anyanyelvi népszámlálás – Lachute, Québec | Kanadai anyanyelvi népszámlálás – Lachute, Québec |
| ------------------------------------------------- | ------------------------------------------------- | ------------------------------------------------- | ------------------------------------------------- | ------------------------------------------------- | ------------------------------------------------- | ------------------------------------------------- | ------------------------------------------------- | ------------------------------------------------- | ------------------------------------------------- | ------------------------------------------------- | ------------------------------------------------- | ------------------------------------------------- | ------------------------------------------------- | ------------------------------------------------- | ------------------------------------------------- | ------------------------------------------------- | ------------------------------------------------- | ------------------------------------------------- |
|                                                   |                                                   |                                                   |                                                   | francia                                           | francia                                           | francia                                           |                                                   | angol                                             | angol                                             | angol                                             |                                                   | francia & angol                                   | francia & angol                                   | francia & angol                                   |                                                   | egyéb                                             | egyéb                                             | egyéb                                             |
| Év                                                |                                                   | Válaszok                                          |                                                   | Érték                                             | Trend                                             | Nép %                                             |                                                   | Érték                                             | Trend                                             | Nép %                                             |                                                   | Érték                                             | Trend                                             | Nép %                                             |                                                   | Érték                                             | Trend                                             | Nép %                                             |
| 2011                                              |                                                   | 12,305                                            |                                                   | 10,705                                            | 6.2%                                              | 87.00%                                            |                                                   | 1,310                                             | 7.3%                                              | 10.65%                                            |                                                   | 130                                               | 23.1%                                             | 1.05%                                             |                                                   | 160                                               | 5.9%                                              | 1.30%                                             |
| 2006                                              |                                                   | 11,525                                            |                                                   | 10,040                                            | 4.3%                                              | 87.11%                                            |                                                   | 1,215                                             | 10.0%                                             | 10.54%                                            |                                                   | 100                                               | 13.0%                                             | 0.87%                                             |                                                   | 170                                               | 29.4%                                             | 1.48%                                             |
| 2001                                              |                                                   | 11,195                                            |                                                   | 9,610                                             | 3.1%                                              | 85.84%                                            |                                                   | 1,350                                             | 23.1%                                             | 12.06%                                            |                                                   | 115                                               | 21.7%                                             | 1.03%                                             |                                                   | 120                                               | 17.2%                                             | 1.07%                                             |
| 1996                                              |                                                   | 11,300                                            |                                                   | 9,310                                             | n/a                                               | 82.39%                                            |                                                   | 1,755                                             | n/a                                               | 15.53%                                            |                                                   | 90                                                | n/a                                               | 0.80%                                             |                                                   | 145                                               | n/a                                               | 1.28%                                             |

## Éghajlat
| Hónap                               | Jan.  | Feb.  | Már.  | Ápr.  | Máj. | Jún. | Júl. | Aug. | Szep. | Okt. | Nov.  | Dec.  | Év    |
| ----------------------------------- | ----- | ----- | ----- | ----- | ---- | ---- | ---- | ---- | ----- | ---- | ----- | ----- | ----- |
| Rekord max. hőmérséklet (°C)        | 10,5  | 12,5  | 20,5  | 31,0  | 32,2 | 35,0 | 34,4 | 35,5 | 32,5  | 27,2 | 20,0  | 13,5  | 35,5  |
| Átlagos max. hőmérséklet (°C)       | −6,1  | −3,5  | 2,3   | 11,3  | 18,8 | 23,8 | 26,0 | 24,9 | 20,0  | 12,4 | 4,9   | −2,5  | 11,1  |
| Átlaghőmérséklet (°C)               | −10,7 | −8,6  | −2,6  | 6,0   | 12,9 | 18,0 | 20,4 | 19,3 | 14,7  | 7,7  | 1,3   | −6,5  | 6,1   |
| Átlagos min. hőmérséklet (°C)       | −15,4 | −13,6 | −7,5  | 0,7   | 6,9  | 12,2 | 14,7 | 13,7 | 9,2   | 3,1  | −2,4  | −10,4 | 1,0   |
| Rekord min. hőmérséklet (°C)        | −37,0 | −35,0 | −30,5 | −15,0 | −6,7 | −1,5 | 3,5  | 0,0  | −5,0  | −8,9 | −20,6 | −34,5 | −37,0 |
| Átl. csapadékmennyiség (mm)         | 91    | 70    | 73    | 88    | 96   | 115  | 100  | 104  | 108   | 110  | 106   | 90    | 1151  |
| Forrás: Klímaváltozás Kanadában(en) |       |       |       |       |      |      |      |      |       |      |       |       |       |

## Fordítás
Ez a szócikk részben vagy egészben  a   Lachute című angol Wikipédia-szócikk fordításán alapul.  Az eredeti cikk szerkesztőit annak laptörténete sorolja fel. Ez a jelzés csupán a megfogalmazás eredetét és a szerzői jogokat jelzi, nem szolgál a cikkben szereplő információk forrásmegjelöléseként.